# Grant Young
Grant Young (n. Iowa City, 5 de janeiro de 1963) é um baterista dos Estados Unidos da América.
Tocou na banda Soul Asylum no perído de 1984 a 1995.